# Vitalis mængde
I matematikken er Vitalis mængde et elementært eksempel på en delmængde af de reelle tal, der ikke er Lebesguemålelig. Vitalis sætning er et matematisk resultat, der udtaler sig om eksistensen af sådanne mængder. Resultatet er ikke konstruktivt og bygger på udvalgsaksiomet; mængder af typen i resultatet kan altså ikke beskrives eksplicit. Mængden og sætningen er opkaldt efter den italienske matematiker Giuseppe Vitali.

## Vigtigheden af ikkemålelige mængder
Bestemte mængder har en veldefineret 'længde' eller 'masse'. For eksempel har det mening at tillægge intervallet [0, 1] længden 1, eller mere generelt at tillægge intervallet [a, b], a ≤ b, længden b − a. Forestiller man sig intervaller som metalstænger har de ligeledes veldefinerede masser. Hvis [0, 1]-stangen vejer 1 kilogram, vil en [3, 9]-stang veje 6 kilogram. Mængden [0, 1] ∪ [2, 3] er sammensat af to intervaller af længde en, så hele mængden siges at have længde 2. På samme måde vil to stænger med masse 1 kilogram sammen have massen 2 kilogram. Studiet af længde, areal, og, mere generelt, mål af mængder, lægger til grund for den gren af matematikken, der kaldes målteori.
Her opstår et naturligt spørgsmål: Hvis E er en vilkårlig delmængde af den reelle tallinje, har den da altid en veldefineret 'masse' eller 'længde'? For eksempel; hvad er massen af mængden af rationale tal? Disse er fint fordelt over hele den reelle linje, så et hvilket som helst svar kan umiddelbart virke fornuftigt.
I målteorien viser det sig, at man, hvis man som før tillægger intervallet [a, b] målet b − a, vil nå frem til, at de rationale tal har mål 0. Enhver mængde der har et veldefineret mål siges at være målelig (se artiklen sigma-algebra for en uddybende forklaring). Det er, ud fra konstruktionen af Lebesguemålet (for eksempel ved hjælp af ydre mål), ikke oplagt, at der findes ikkemålelige mængder.

## Konstruktion og bevis
Nedenstående resultat, der vistes af Giuseppe Vitali i 1905, viser, at Lebesguemålet ikke kan udvides til et translationsinvariant mål, m på hele potensmængden af de reelle tal.
Først indføres en ækvivalensrelation på intervallet [0, 1]: To tal x og y i [0,1] siges at være ækvivalente, x ~ y, hvis x − y er et rationalt tal. For hvert x i intervallet betragtes nu ækvivalensklassen [x] = {y i [0,1] : x ~ y} bestående af alle tal, der er ækvivalente med x. Ifølge udvalgsaksiomet kan vi nu finde en mængde A ⊆ [0,1], der består af et element fra hver ækvivalensklasse; denne mængde kaldes en Vitalimængde. Det antages nu, at A er en m-målelig mængde, og målet er at udlede en absurditet, hvorved det fremgår, at m ikke er defineret på hele potensmængden af de reelle tal.
Da de rationale tal er en tællelig mængde, kan de rationale tal i intervallet [0,1] betegnes q1, q2, ... . Pr. konstruktion af A gælder for alle k, at mængderne Ak = A + qk er parvis disjunkte, og at
{\displaystyle \bigcup _{n=1}^{\infty }A+q_{n}\subseteq [0,2],} mens
{\displaystyle \bigcup _{q\in \mathbb {Q} }A+q=\mathbb {R} .}
Idet A var antaget m-målelig, er også Ak m-målelig for alle k og pr. translationsinvariansen er målet på disse mængder ens.
Da det nu bruges, at mål er voksende og sigma-additive, viser ovenstående inklusion, at
{\displaystyle 2=m([0,2])\geq m\left(\bigcup _{n=1}^{\infty }A+q_{n}\right)=\sum _{n=1}^{\infty }m(A+q_{n})=\sum _{n=1}^{\infty }m(A)=\infty \cdot m(A),}
hvoraf der må gælde m(A) = 0. På tilsvarende vis gælder, at
{\displaystyle \infty =m(\mathbb {R} )=m\left(\bigcup _{q\in \mathbb {Q} }A+q\right)=\sum _{q\in \mathbb {Q} }m(A+q)=\infty \cdot m(A),}
men skal det være rigtigt, må der gælde, at m(A) > 0, men dette kan jo ikke være sandt, hvis også m(A) = 0, og det kan konkluderes, at A ikke er en m-målelig mængde, og altså at m ikke kan defineres på hele potensmængden af R.
Mængdeteoretikeren Robert M. Solovay betragter i sin model for mængdelæren fra 1970 Zermelo-Fraenkels aksiomer sammen med aksiomet om, at enhver delmængde af de reelle tal er Lebesguemålelig, hvilket af ovenstående ses at være uforeneligt med udvalgsaksiomet.